# Материальная помощь
Материа́льная по́мощь (матпомощь) — социальные выплаты в денежной или натуральной форме, которые предоставляются организацией сотрудникам и членам его семьи при тех или иных обстоятельствах, форма социальной помощи.

## Определение
Ряд экономистов считают, что материальная помощь — это помощь, оказываемая нуждающимся работникам предприятия, учреждения или другим лицам в вещественной или денежной формах.

## Классификация материальной помощи
Можно выделить следующие виды материальной помощи:
- целевая матпомощь — выплачивается по приказу руководителя на основании подтверждающих документов (болезнь, смерть родственника, рождение ребёнка, получение материального ущерба, компенсации расходов служащих, понесенных в связи с выполнением служебных обязанностей);
- нецелевая матпомощь — выплачивается по приказу руководителя без подтверждающих документов (например, на основании тяжелого материального положения сотрудника);
- единовременная матпомощь — выплачивается один раз в связи с конкретными обстоятельствами;
- периодическая матпомощь — выплачиваемая ежегодно (либо с определёнными интервалами) до устранения обстоятельств, влияющих на уровень дохода человека или семьи.

## Материальная помощь в Российской Федерации
Согласно Письму ФНС России от 18 августа 2011 материальной помощью считается единовременная выплата, которая предоставляется налогоплательщику на определённые цели не более одного раза в течение календарного года по одному основанию. Причём порядок выплаты установленной приказом работодателя суммы материальной помощи (одним или несколькими платежами) для целей освобождения налогообложения значения не имеет на основании Письма Минфина России от 27 августа 2012.

### Государственная материальная помощь
Правила, размеры и сроки выплат государственной социальной помощи от государства прописаны в Федеральном законе № 178-ФЗ «О государственной социальной помощи». Оформляется и выплачивается органами социальной защиты населения малоимущим семьям, малоимущим одиноко проживающим гражданам, а также иным категориям граждан в форме социальных пособий, социальных доплат к пенсии, субсидий, социальных услуг и жизненно необходимых товаров. Материальная помощь гражданам, находящимся в трудной жизненной ситуации, оказывается в виде единовременных денежных выплат на основании законодательных актов, принятых в субъектах федерации. Причём порядок предоставления прописан на официальных сайтах Управлений социальной политики субъектов федерации.

### Материальная помощь от работодателя
Чтобы получить материальную помощь от работодателя, работник должен написать заявление на получение данной выплаты, указав в нём основание для получения помощи. К заявлению работник прикладывает документы, подтверждающие событие, с наступлением которого связывается возникновение права на помощь (копия свидетельства о рождении, копия свидетельства о регистрации брака, копия свидетельства о смерти и т. п.). На основании полученного заявления от работника в организации издается приказ о выплате материальной помощи. Работодатель по своей инициативе вправе выплачивать материальную помощь не только действующим сотрудникам, но и бывшим сотрудникам, а также третьим лицам, никогда не числившимся в штате компании. Каждая организация самостоятельно устанавливает основания, порядок и размер выплаты. При этом российское законодательство не обязывает работника или работодателя документально подтверждать тяжелое материальное положение в качестве основания выплаты материальной помощи работнику.

### Налогообложение материальной помощи
Налог на прибыль
Материальная помощь не учитывается в составе оплаты труда, а значит не уменьшает налогооблагаемую базу по расчету налога на прибыль и налога при УСН. Работодатель не вправе учесть выплаченную материальную помощь в составе расходов, уменьшающих базу по этим налогам на основании п. 23 ст. 270, п. 2 ст. 346.16 НК РФ. Однако, согласно письму Минфина от 02.09.2014 № 03-03-06/1/43912 материальная помощь может учитываться в составе оплате труда, то есть она может учитываться в расходах на оплату труда, если она была предусмотрена внутренними кадровыми документами организации (коллективным договором, трудовым соглашением) и связана с выполнением трудовых обязанностей (например, матпомощь к отпуску).
НДФЛ и страховые взносы
Материальная помощь в денежной и в натуральной форме является доходом сотрудника, а значит данные выплаты облагаются НДФЛ, страховым взносам согласно п. 1 ст. 210 НК РФ. Однако к материальной помощи можно применить вычет по НДФЛ в размере 4000 рублей раз в год согласно п. 28 ст. 217 НК РФ, вычет по страховым взносам также в размере 4000 рублей раз в год согласно подп. 11 п. 1 ст. 422 НК РФ. Также предоставляется сотруднику вычет по НДФЛ и страховым взносам к материальной помощи, выплаченной в первый год при рождении ребёнка, в размере 50000 рублей каждому из родителей согласно письму ФНС РФ от 05.10.2017 N ГД-4-11/20041@. Не облагается НДФЛ и страховыми взносами в полном объёме материальная помощь, выплаченная организацией сотруднику: в связи со смертью члена семьи (супруги, детей, родителей) на основании п. 8 ст. 217, пп. 3 п. 1 ст. 422 НК РФ, пп. 3 п. 1 ст. 20.2 Федерального закона от 24.07.1998 N 125-ФЗ; в связи с чрезвычайными обстоятельствами или террористическими актами, в результате которых пострадал сотрудник или члены его семьи; для льготных категорий сотрудников, имеющим право на соцподдержку за счет государственного бюджета.